# ترفنل-دی
ترفنل-دی یک آلیاژ با فرمول شیمیایی TbxDy1−xFe2 (x ~ 0.3) می باشد. این آلیاژ از نوع مگنتواستریکشن می‌باشد. ترفنل-دی ابتدا در دههٔ ۷۰ میلادی توسط نیروی دریایی در آزمایشگاه Naval Ordnance Laboratory در ایالات متحدهٔ آمریکا ساخته شد. فناوری ساخت این آلیاژ به میزان زیادی در سالهای دههٔ ۸۰ در آزمایشگاه ASME آمریکا با حمایت مالی نیروی دریایی آمریکا بهبود پیدا کرد. نامگذاری این آلیاژ بر مبنای تربیم و آهن (Fe) از دیسپروزیم اخذ شده است.

## خواص فیزیکی
این آلیاژ بالاترین مقاومت مغناطیسی در برابر هر آلیاژ را دارد، در حالت اشباع تا 0.002 m/m. در یک میدان مغناطیسی گسترش می یابد و منعقد می شود. ترفنل-دی دارای نیروی مغناطیسی بزرگ ، چگالی انرژی بالا ، سرعت صدای کم و مدول یانگ پایین است. در خالص ترین شکل آن ، از خاصیت انعطاف پذیری کم و مقاومت در برابر شکستگی نیز برخوردار است. ترفنل-دی یک آلیاژ خاکستری است که دارای نسبت های متفاوتی از اجزای اصلی آن است که همیشه از فرمول TbxDy1−xFe2 پیروی می کند. علاوه بر این دیسپروزیم باعث می شود پاسخ های مغناطیسی با ساخت آلیاژ به سطح پایینتری از میدان مغناطیسی القا شود. هنگامی که نسبت Tb و Dy افزایش یافته باشد ، خصوصیات مغناطیسی حاصل از آلیاژ حاصل در دمای کم 200 درجه سانتیگراد کار می کنند و با کاهش آن ممکن است حداکثر 200 درجه سانتیگراد کار کند. ترکیب ترفنل-دی اجازه می دهد تا هنگامی که یک میدان مغناطیسی بر روی آن اعمال می شود ، مغناطیسی بزرگ و شار مغناطیسی داشته باشد. این مورد برای طیف گسترده ای از فشارها وجود دارد که با افزایش فشار مغناطیسی و افزایش استرس فشاری ممکن می شود.
همچنین بین شار مغناطیسی و فشرده سازی رابطه وجود دارد که در هنگام افزایش استرس فشاری ، شار مغناطیسی به طرز چشمگیری کمتر تغییر می کند . ترفنل-دی بیشتر به دلیل خاصیت مغناطیسی آن مورد استفاده قرار می گیرد که در هنگام قرار گرفتن در معرض میدان مغناطیسی در فرایندی به نام مغناطیس ، شکل را تغییر می دهد. عملیات حرارتی مغناطیسی برای بهبود خاصیت مغناطیسی ترفنل-دی در تنش فشاری پایین برای نسبتهای خاصی از Tb و Dy نشان داده شده است.

## کاربرد
ترفنل-دی به دلیل خواصی که دارد ، برای تولید آکوستیک زیر آب با فرکانس پایین و پر انرژی بسیار عالی است. کاربرد اولیه آن در سیستم های سونار دریایی بود. این برنامه در حسگرهای مغناطیسی ، محرک ها و مبدل های صوتی و مافوق صوت به دلیل چگالی انرژی زیاد و قابلیت پهنای باند بزرگ ، به عنوان مثال مشاهده می کند. در دستگاه SoundBug (اولین کاربرد تجاری آن توسط FeONIC). فشار آن از ماده دیگر معمولاً استفاده شده (PZT8) نیز بزرگتر است و این به مبدلهای ترفنل-دی اجازه می دهد تا برای اکتشافات اقیانوس نسبت به مبدلهای گذشته به اعماق بیشتری برسند. مدول پایین پایین آن برخی از عوارض را به دلیل فشرده سازی در اعماق بزرگ به وجود می آورد ، که در طرح های مبدل غلبه می کنند که ممکن است به عمق 1000 فوت برسند و فقط مقدار کمی دقت در حدود 1 دسی بل را از دست می دهند. ترفنل-دی به دلیل محدوده دمای بالا ، در مبدل های صوتی با سوراخ های عمیق نیز مفید است که در آنجا ممکن است محیط به فشار و درجه حرارت بالا مانند سوراخ های روغن برسد. ترفنل-دی ممکن است به دلیل خاصیت فشار و فشار زیاد ، برای درایورهای شیر هیدرولیک نیز مورد استفاده قرار گیرد. به همین ترتیب ، محرک های مگنتو استریکتیو نیز به دلیل فشارهای زیاد که می تواند ایجاد شود در نظر گرفته شده برای استفاده در انژکتورهای سوخت برای موتورهای دیزلی.

## ساخت
افزایش استفاده از ترفنل-دی در مبدل ها به تکنیک های جدید تولید نیاز داشت که باعث افزایش نرخ تولید و کیفیت می شد زیرا روش های اصلی غیرقابل اعتماد و در مقیاس کوچک بودند. چهار روش وجود دارد که برای تولید ترفنل-دی استفاده می شود ، که عبارتند از ذوب منطقه ایستاده آزاد ، Bridgman اصلاح شده ، کامپوزیت پودر زینتر شده و کامپوزیت های ماتریس پلیمر.
دو روش اول ، ذوب منطقه ایستاده آزاد (FSZM) و اصلاح شده Bridgman (MB)، قادر به تولید ترفنول-D هستند که دارای خواص مغناطیسی بالا و چگالی انرژی است. با این حال ، FSZM به دلیل کشش سطح ترفنل-دی و اینکه چگونه فرایند FSZM هیچ ظرفی برای محدود کردن مواد ندارد ، نمی‌تواند یک میله بزرگتر از 8 میلی متر قطر تولید کند. فرایند MB حداقل به قطر 10 میلی متر ارائه می دهد و فقط به دلیل تداخل دیواره در رشد بلور محدود شده است. در صورت نیاز به هندسه ای غیر از استوانه ای با زاویه راست ، هر دو روش بلورهای جامد ایجاد می کنند که به ساخت بعدی نیاز دارند. بلورهای جامد تولید شده دارای ساختار لایه ای ریز هستند.
دو روش دیگر ، کامپوزیت های پودر سینت شده و کامپوزیت ماتریس پلیمر ، مبتنی بر پودر هستند. این تکنیکها هندسه و جزئیات پیچیده را امکان پذیر می سازد. با این حال ، اندازه به دلیل داشتن قالب های مورد استفاده ، به قطر 10 میلی متر و طول 100 میلی متر محدود شده است. ریزساختارهای حاصل از این روش های مبتنی بر پودر با روش های کریستالی جامد متفاوت است زیرا ساختار لایه ای ندارند و چگالی کمتری دارند. با این حال ، تمام روشها دارای خواص مغناطیسی مشابه هستند.
با توجه به محدودیت اندازه ، MB بهترین فرایند برای تولید ترفنل-دی است ، اما این یک روش کار فشرده است. فرایند جدیدتری مانند MB رشد کریستال ET-Ryma (ECG) است که منجر به بلورهای ترفنل-دی با قطر بزرگتر و افزایش عملکرد مغناطیسی می شود. قابلیت اطمینان خواص مغناطیسی ترفنل-دی در طول عمر مواد با استفاده از ET-Ryma افزایش می یابد.
ترفنل-دی دارای اشکالات جزئی است که از خواص ماده آن ناشی می شود. ترفنل-دی دارای انعطاف پذیری کم و مقاومت در برابر شکستگی کم است. برای حل این مشکل ، ترفنل-دی به پلیمرها و سایر فلزات برای ایجاد کامپوزیت ها اضافه شده است. هنگامی که به پلیمرها اضافه می شود ، سختی کامپوزیت حاصل کم است. هنگامی که کامپوزیت های ترفنل-دی با اتصال دهنده های فلزی انعطاف پذیر ایجاد می شوند ، ماده حاصل از سفتی و انعطاف پذیری با کاهش خواص مغناطیسی کاهش یافته است. این کامپوزیت های فلزی ممکن است با تراکم انفجار تشکیل شوند. در مطالعه‌ای که در مورد پردازش آلیاژهای ترفنل-دی انجام شده است ، آلیاژهای حاصل با استفاده از مس و ترفنل-دی مقادیر استحکام و سختی را افزایش داده‌اند ، که این تئوری را تأیید می کند که کامپوزیت های اتصال دهنده های فلزی قابل انعطاف و ترفنل-دی منجر به قوی تر و انعطاف پذیرتر شدن آنها می شوند.

## لینک های اضافه
http://tdvib.com/terfenol-d/